# اسکیرنیه‌ویتسه
اسکیرنیه‌ویتسه (به لاتین: Skierniewice، تلفظ: [skʲɛrɲɛˈvʲit͡sɛ]) یک شهر در لهستان است که در استان ووتسکی واقع شده‌است.

## خصوصیات
اسکیرنیه‌ویتسه ۳۵٬۰۳ کیلومترمربع مساحت و ۴۸٬۹۴۲ نفر جمعیت دارد.

## خواهرخوانده
شهر گرا خواهرخواندهٔ اسکیرنیه‌ویتسه هست.